# Odontopera tahoa
Odontopera tahoa är en fjärilsart som beskrevs av Eugen Wehrli 1940. Odontopera tahoa ingår i släktet Odontopera och familjen mätare. Inga underarter finns listade i Catalogue of Life.